# Kronenbourg
Brasseries Kronenbourg er Frankrigs største bryggeri grundlagt i 1664 af Jérôme Hatt i Strasbourg.
Det er i dag ejet af Carlsberg Breweries, der overtog det i forbindelse med den delvise overtagelse af Scottish & Newcastle i 2008. Før da var det indtil 2000 ejet af Danone. Kronenbourgs bryggeri i Obernai står derfor også for produktionen af bryggerikoncernens andre franske ølmærker.
Selvom Kronenbourg ikke længere brygger øl i Strasbourg, ligger hovedkvarteret stadig i bygningerne.

## Historie
- 19. juni 1664: Jérôme Hatt færdiggør sin uddannelse som brygmester og grundlægger et bryggeri i centrum af Strasbourg.
- 1850 Bryggeriet flyttes til kvarteret Cronenbourg i Strasbourg.
- 1947 Bryggeriets navn ændres til Brasseries Kronenbourg.
- 1952 Brasseries Kronenbourg lancerer ølmærket 1664, som omgående bliver en stor succes i Frankrig.
- 1959 Kronenbourg 1664 bliver eksporteret til de omkringliggende lande.
- Maj 2008 Carlsberg Breweries overtager Brasseries Kronenbourg som led i den delvise overtagelse af Scottish & Newcastle. I dag sælges Kronenbourg 1664 i over 50 lande.